# NGC 2979
NGC 2979 (ook wel NGC 3050) is een spiraalvormig sterrenstelsel in het sterrenbeeld Sextant. Het hemelobject werd op 25 maart 1786 ontdekt door de Duits-Britse astronoom William Herschel. Het werd in 1886 herontdekt door Frank Muller.

## Synoniemen
- NGC 3050
- MCG -2-25-12
- IRAS09407-1009
- PGC 27795